# 溝口凱吉
溝口凱吉，日本插畫家。男性。負責《櫻花莊的寵物女孩》的插畫。並以同人團體「NtyPe」進行同人活動。

## 人物
喜歡胸部，討厭現實。私下喜歡玩格鬥遊戲，比如在niconico動畫上發布了《北斗神拳》聯名總結視頻。於niconico社群上有設定自己的社群，在micomico直播上進行直播。

## 作品列表
依照以下原則必須附上來源。

### 插畫
- （電擊文庫，作：增子二郎（日语：増子二郎））
- 櫻花莊的寵物女孩[6]（電撃文庫，作：鴨志田一）
- 我的朋友很少 官方漫畫選集（封面插圖）
- 青春豬頭少年系列（電擊文庫，作：鴨志田一）
- 14歲與插畫家（日语：14歳とイラストレーター）（MF文庫J，作：紫雪夜）

### 電視動畫
- 我的朋友很少 第1話片尾插圖
- C³ -魔幻三次方- 第五章片尾插圖
- 輪迴的拉格朗日 season 2 第3話片尾插圖[7]
- 愛絲卡&羅吉的鍊金工房 ～黃昏天空之鍊金術士～ 第3話片尾插圖
- 黑色子彈 第12話片尾插圖
- 尋找失去的未來 第10話片尾插圖
- 偽戀: 第4話片尾插圖
- 請問您今天要來點兔子嗎?? 第4話片尾插圖
- 異世界魔王與召喚少女的奴隸魔術Ω 第1話片尾插圖

### 同人誌
- 系列
- 我的綾瀨不可能這麼可愛

### 封面拆圖
- 電擊的罐頭（日语：電撃の缶詰） 2010年12月號、2011年9月號

### CD封套
- EXIT TRANCE PRESENTS SPEED ANIME TRANCE BEST 3（EXIT TUNES，2008年3月5日）
- 廣播劇CD 櫻花莊的寵物女孩 椎名真白的首次關懷（ASCII Media Works，2012年6月28日）

### 其它
- 科學超電磁砲第5冊特別版附錄『偽典·超電磁砲』投稿（2010年6月）

## 腳註

## 外部連結
- NtyPe NtyPe （页面存档备份，存于） （日語）－溝口凱吉的官方個人網站。
- 溝口凱吉的X（前Twitter） （日語）
- 溝口凱吉的pixiv （日語）
- （日語）－niconico munity網站帳戶。